# Nicholas Patrick
Nicholas James MacDonald Patrick (Saltburn-by-the-Sea, Inglaterra, 19 de novembro de 1964) era um astronauta norte-americano nascido na Grã-Bretanha, veterano de duas missões do ônibus espacial.

## Biografia
Patrick cresceu em Londres e foi educado no renomado Trinity College, em Cambridge, aprendendo a voar em seus anos de universidade no esquadrão da Real Força Aérea da Universidade de Cambridge. Após os estudos universitários, trabalhou como engenheiro na General Electric em Boston, EUA.
Nos anos seguintes, cursou o MIT (Instituto de Tecnologia de Massachussets), formando-se em engenharia mecânica e trabalhou na Boeing, em Seattle, na costa oeste do país, naturalizando-se norte-americano em 1994.
Patrick é casado com uma pediatra peruana e tem três filhos.

### NASA

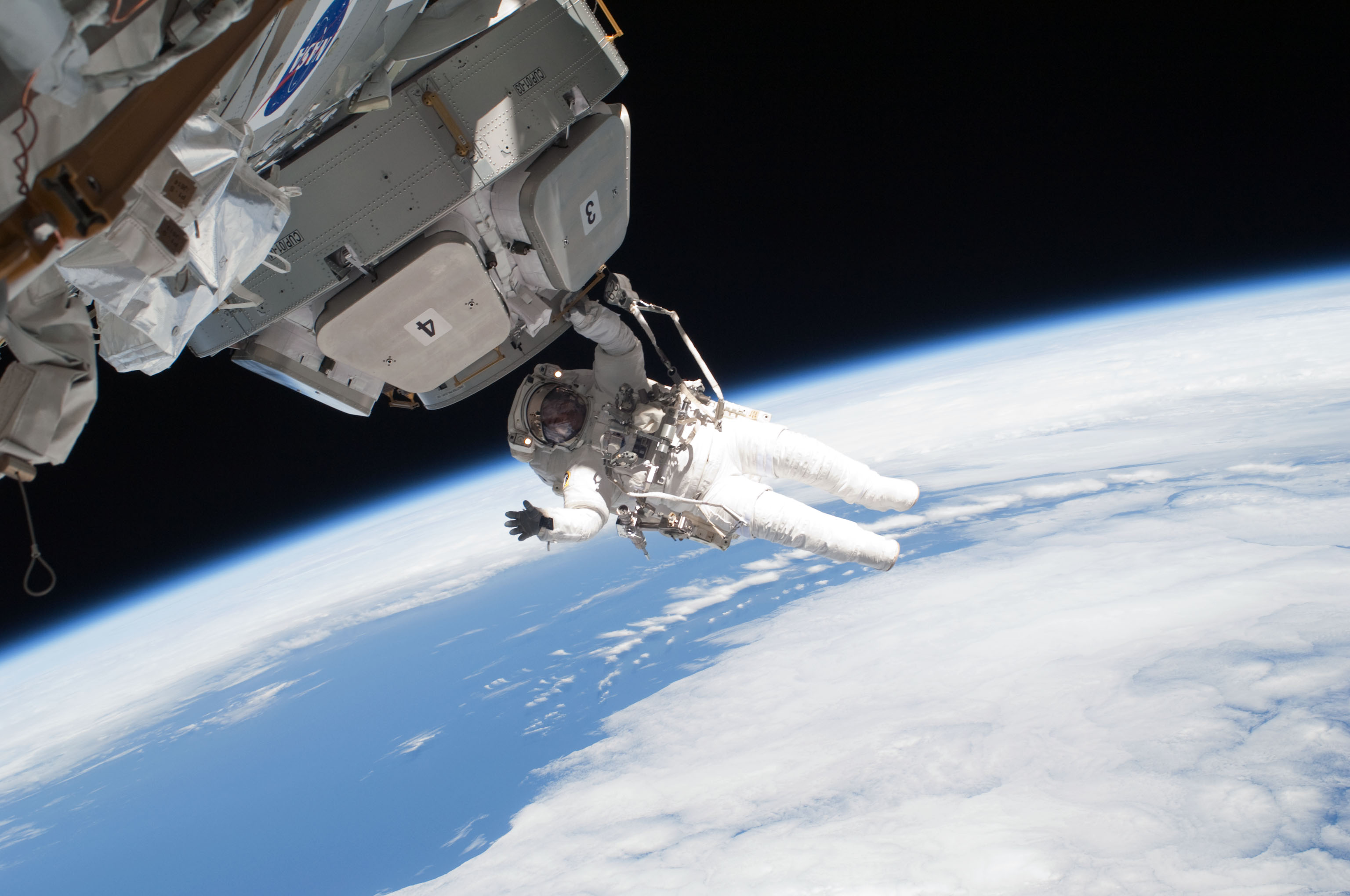
Patrick trabalhando no espaço durante a missão STS-130, em 2010.

Nicholas Patrick entrou para a NASA em junho de 1998 e subiu ao espaço pela primeira vez em 9 de dezembro de 2006, como especialista de missão da nave Discovery, tornando-se a quarta pessoa nascida na Grã-Bretanha a ir ao espaço.
Em fevereiro de 2010 realizou sua segunda missão, como tripulante da STS-130 Endeavour, onde fez duas Atividades extra-veiculares, finalizando a montagem do módulo Tranquility na estrutura da estação.